# Bazylika św. Katarzyny Aleksandryjskiej w Braniewie
Bazylika św. Katarzyny Aleksandryjskiej w Braniewie – bazylika mniejsza w Braniewie. Jej patronką jest św. Katarzyna Aleksandryjska z Egiptu.

## Historia

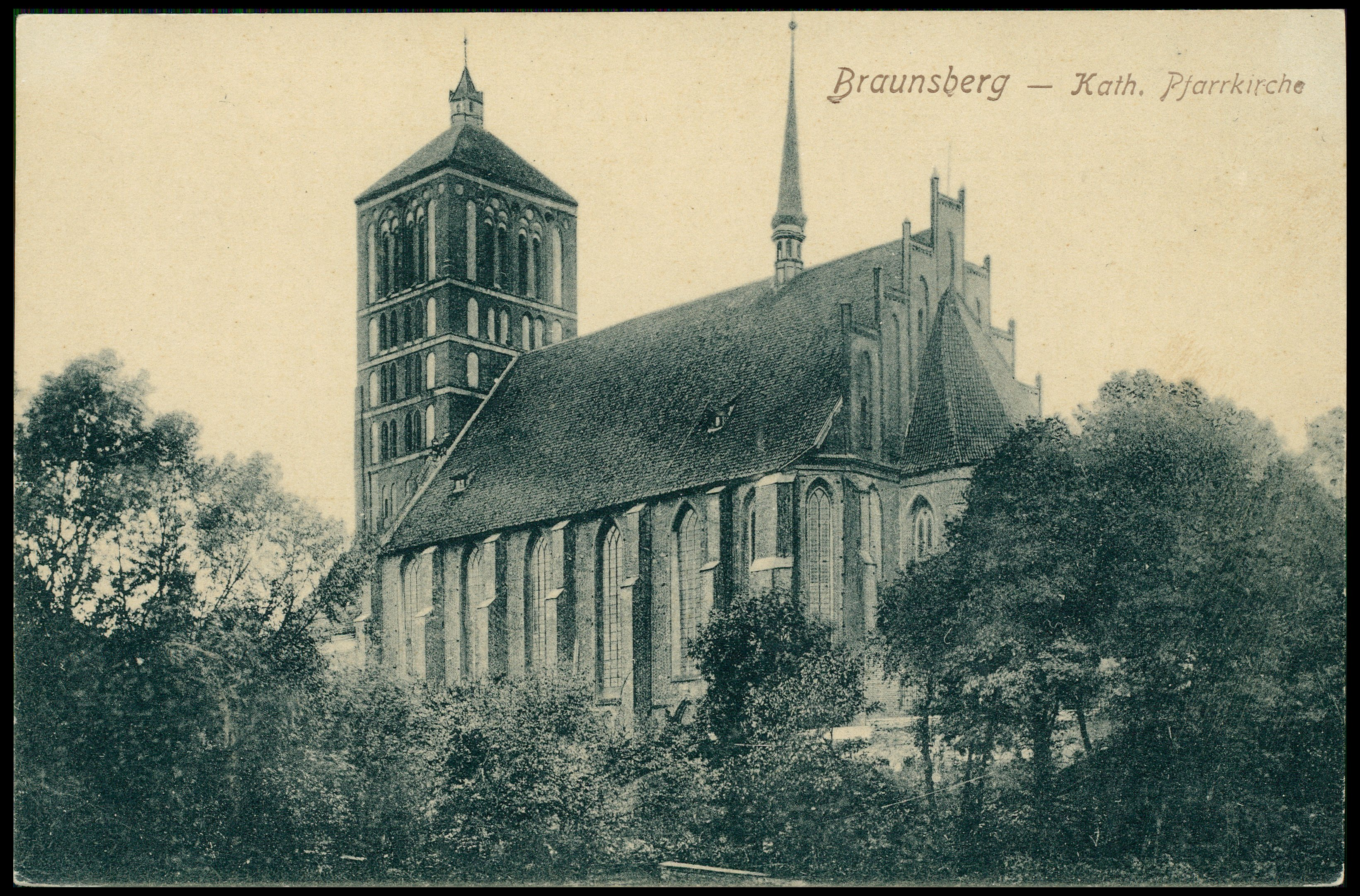
Świątynia na widokówce z 1908 roku

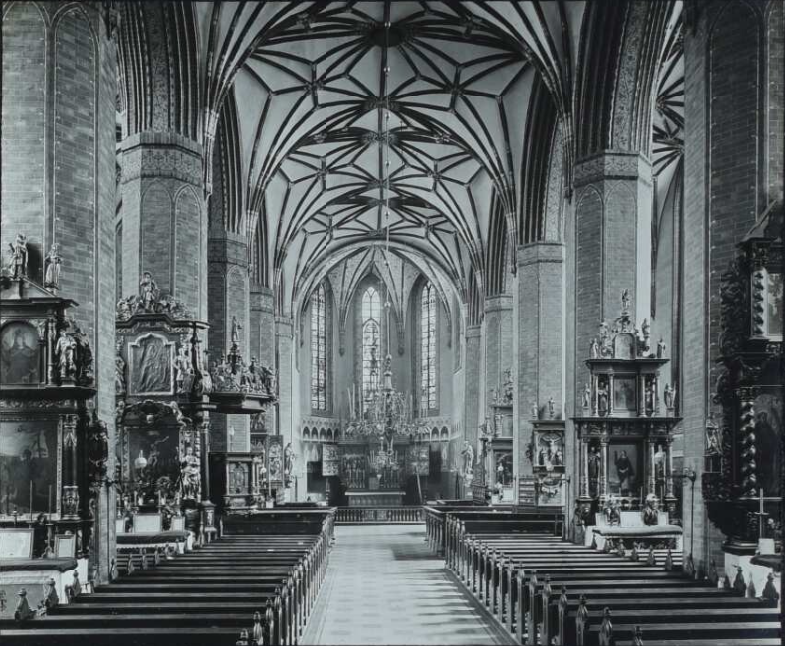
Bogate wyposażenie przed wojną

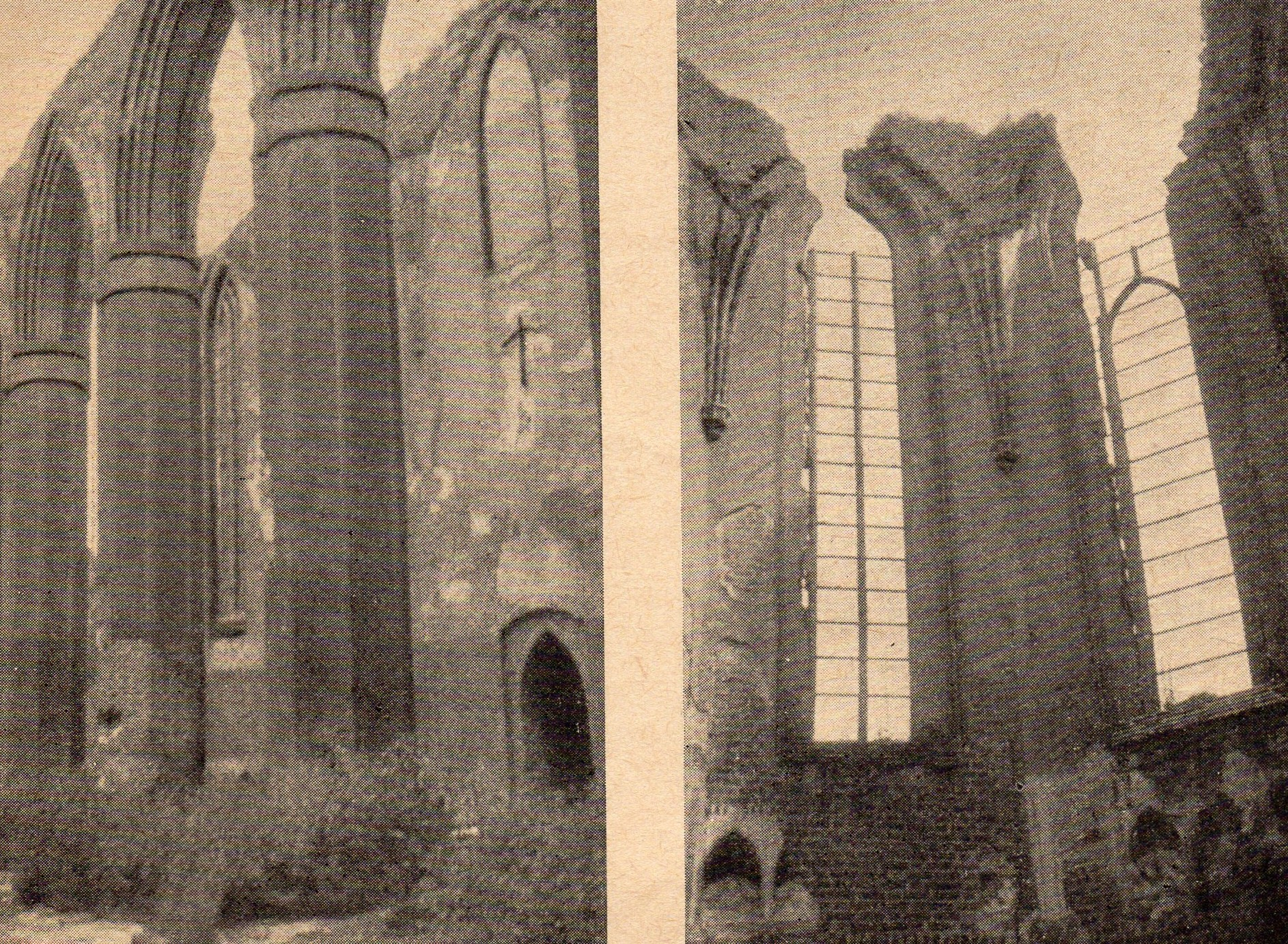
Wygląd świątyni po II wojnie światowej (1966)

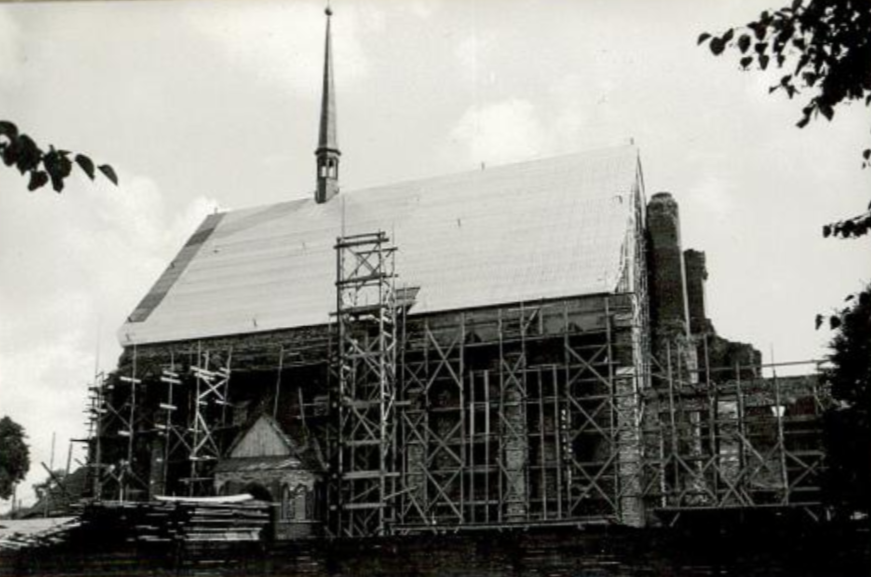
W trakcie odbudowy, 1981

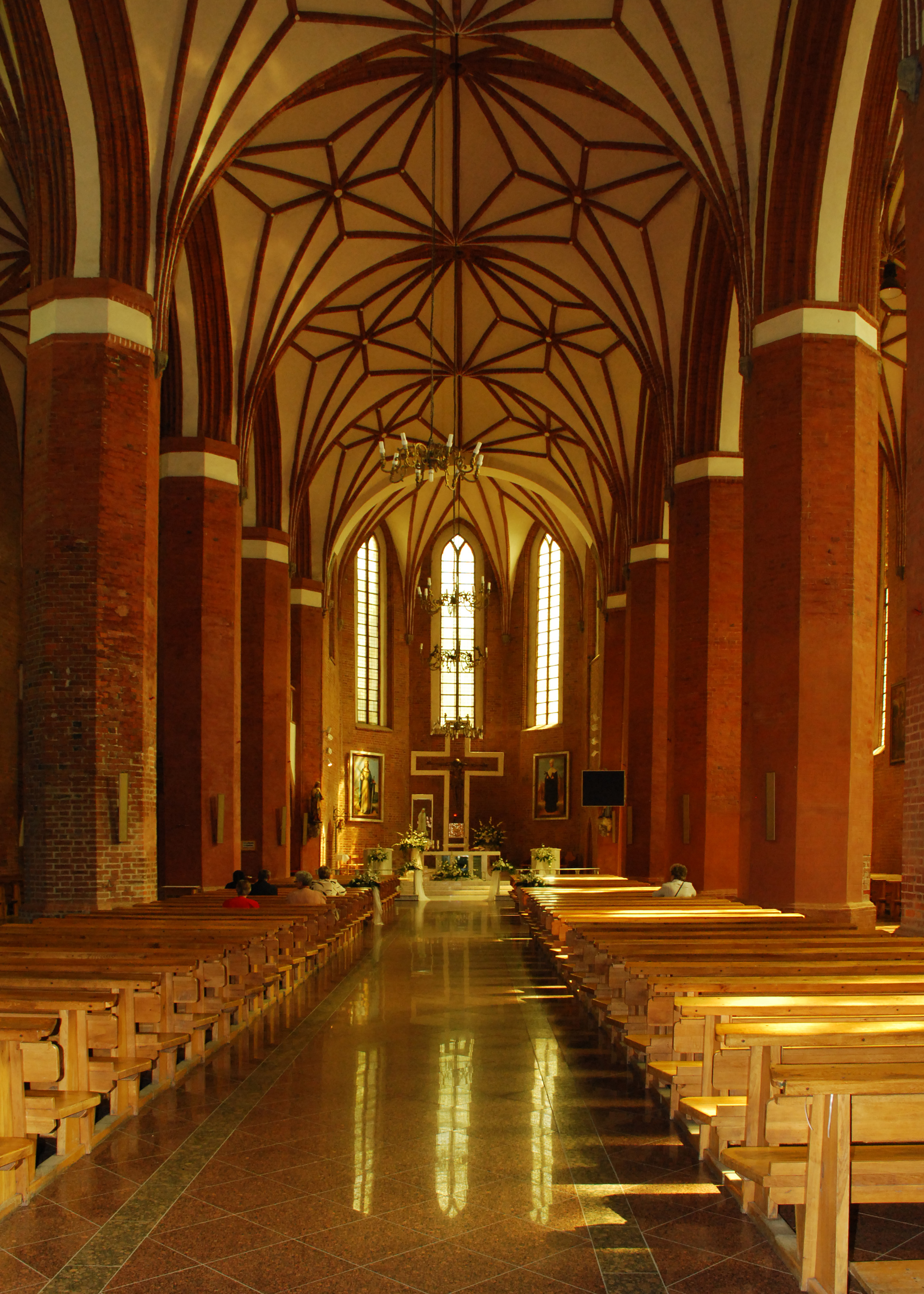
Wnętrze bazyliki, 2010

Kościół wybudowany został w miejscu wcześniejszego, drewnianego kościoła. Prace nad prezbiterium rozpoczęto w 1343 lub 1346, a w 1350 roku przystąpiono do budowy nawy. Początkowo kościół miał mieć kształt pseudobazyliki, jednak w 1367 roku koncepcję tę zmieniono na rzecz układu halowego. W roku 1381 kościół był już przykryty dachem i miał przeszklone okna. Wieżę wybudowano po 1420 roku, a w 1425 pojawił się zegar na wieży. Sklepienie rozpięto w 1442 roku. Pożar z 1480 roku spowodował niewielkie zniszczenia usuwane do końca stulecia, gdy zmieniono szczyt korpusu. W 1536 roku podwyższona została wieża, a prace wykonał mistrz Mikołaj z Ornety. Budowniczym kościoła halowego był Heinrich Penkune, a po nim Godiko Hamm, a po 1381 roku mistrzowie Berndt i Jan. Zbudowany wtedy kościół ma sporo cech wskazujących na związek z kościołem św. Bartłomieja w Demmin na Pomorzu.
W 1500 roku z fundacji biskupa Łukasza Watzenrodego obok prezbiterium zbudowano murowaną emporę muzyczną. Nagrobna płyta biskupa Pawła Legendorfa (zm. 1467) ufundowana została w 1494 roku również przez biskupa Watzenrodego, Po zniszczeniach wojennych płytę nagrobną biskupa Legendorfa udało się zabezpieczyć przez Muzeum Warmii i Mazur w Olsztynie i po konserwacji znalazła godne miejsce w refektarzu w zamku w Lidzbarku Warmińskim.
W kaplicy Ostatniej Wieczerzy znajdował się późnogotycki poliptyk w typie ołtarzy antwerpskich. Z kolei w kaplicy Matki Boskiej znajdował się malowany tryptyk z 1485 roku, ufundowany przez kanonika Tomasza Wernera.
Kościół został przebudowany w stylu neogotyckim w latach 1855–1859, gdy m.in. dodano schodkowy szczyt. Na początku 1945 roku gotycka wieża kościelna została wysadzona w powietrze przez wojska niemieckie, w wyniku czego zniszczeniu uległa większość kościoła wraz ze sklepieniami. Ocalała tylko strona południowa i połowa strony północnej, chór wschodni i jeden filar (z dziesięciu). Kościół pozostawał w ruinie aż do roku 1979. Wtedy to, dzięki nowemu proboszczowi ks. Tadeuszowi Brandysowi, rozpoczęła się odbudowa z ruin zabytkowego kościoła. Pierwszą mszę św. w murach odbudowanego kościoła ks. Brandys odprawił podczas pasterki w stanie wojennym, w 1981 roku. Konsekracja kościoła nastąpiła w 1986. W kwietniu 1998 roku abp Edmund Piszcz ustanowił w kościele Sanktuarium Matki Boskiej Fatimskiej oraz poświęcił figurę MB Fatimskiej przywiezioną z Fatimy. W roku 2001 papież Jan Paweł II nadał kościołowi św. Katarzyny w Braniewie tytuł bazyliki mniejszej.

## Architektura
Monumentalna budowla trójnawowa posiada 63-metrową wieżę, której fasadę przecina dziewięć rzędów blend i okien. Fasada wschodnia posiada rozbudowany szczyt, długą latarenkę oraz wysokie, pięcioboczne prezbiterium, do którego przylegają narożne rotundy i zakrystie. Wnętrze bazyliki jest przestronne i puste, wyposażenie niemal zupełnie nowoczesne, nad nawami sklepienia gwiaździste. W prezbiterium dwie gotyckie rzeźby.

## Organy

### Historia
Organy z 1951 roku wybudowane zostały przez firmę Stockmann jako instrument o 31 (według katalogu 29) głosach dla kościoła św. Klemensa w Dortmundzie. Po translokacji do Braniewa instrument został rozbudowany o kolejne 9 głosów w sekcji manuału II, na którą przygotowane było miejsce w stole gry. Montaże i rozbudowę ukończono w październiku 2017 roku, a przeprowadził je organmistrz Tomasz Szałajda.

### Dyspozycja
| Manuał I               | Manuał II          | Manuał III             | Pedał                  |
| ---------------------- | ------------------ | ---------------------- | ---------------------- |
| 1. Bordun 16'          | 1. Rohrgedackt 8'  | 1. Geigenprinzipal 8'  | 1. Prinzipalbass 16'   |
| 2. Prinzipal 8'        | 2. Quintade 8'     | 2. Flute harmonique 8' | 2. Subbass 16'         |
| 3. Gedackt 8'          | 3. Prinzipal 4'    | 3. Dolce 8'            | 3. Zartbass 16' *      |
| 4. Salizional 8'       | 4. Blockflöte 4    | 4. Schwebung 8'        | 4. Octavbass 8'        |
| 5. Oktave 4'           | 5. Flageolett 2'   | 5. Rohrflöte 4'        | 5. Gedacktbass 8'      |
| 6. Gemshorn 4'         | 6. Sifflöte 1 1/3' | 6. Prästant 4'         | 6. Choralbass 4'       |
| 7. Rauschpfeife 2 2/3' | 7. Nachthorn 1'    | 7. Nasat 2 2/3'        | 7. Waldflöte 2'        |
| 8. Mixtur 5-6fach      | 8. Cymbel 2-3 fach | 8. Oktave 2'           | 8. Hintersatz 5fach    |
| 9. Fagott 16'          | 9. Krummhorn 8'    | 9. Hohlflöte 2'        | 9. Posaune 16'         |
| 10. Trompete 8'        |                    | 10. Terz 1 3/5'        | 10. Fagott 16' (tr. I) |
|                        |                    | 11. Scharff 4fach      | 11. Trompete 8'        |
|                        |                    | 12. Dulzian 16'        |                        |
|                        |                    | 13. Oboe 8'            |                        |

## Dzwony
Przed wojną w kościele wisiały 3 dzwony, w tym 4,5-tonowy – największy w Prusach Wschodnich. Na ten moment dzwon znajduje się w Kornelimünster, natomiast mniejsze dzwony wiszą do dziś w Kalkar, Kempen.
Obecnie na wieży wiszą 4 dzwony odlane w Taciszowie.
|                  | Imię                | Waga (kg) | Ton uderzeniowy | Średnica (cm) | Odlewnia                           |
| ---------------- | ------------------- | --------- | --------------- | ------------- | ---------------------------------- |
| Mały dzwon       | Św. Jan Paweł 2     | ~350 kg   | h'(-)           | ~83 cm        | Ludwisarnia Felczyńskich, Taciszów |
| Średni dzwon     | Św. Katarzyna       | ~700 kg   | fis'/ges'(+)    | ~100 cm       | Ludwisarnia Felczyńskich, Taciszów |
| Duży dzwon       | Bł. Regina Protmann | ~900 kg   | f'(-)           | ~110 cm       | Ludwisarnia Felczyńskich, Taciszów |
| Największy dzwon | Maryja              | ~1200 kg  | e'              | ~125 cm       | Ludwisarnia Felczyńskich, Taciszów |

## Galeria zdjęć

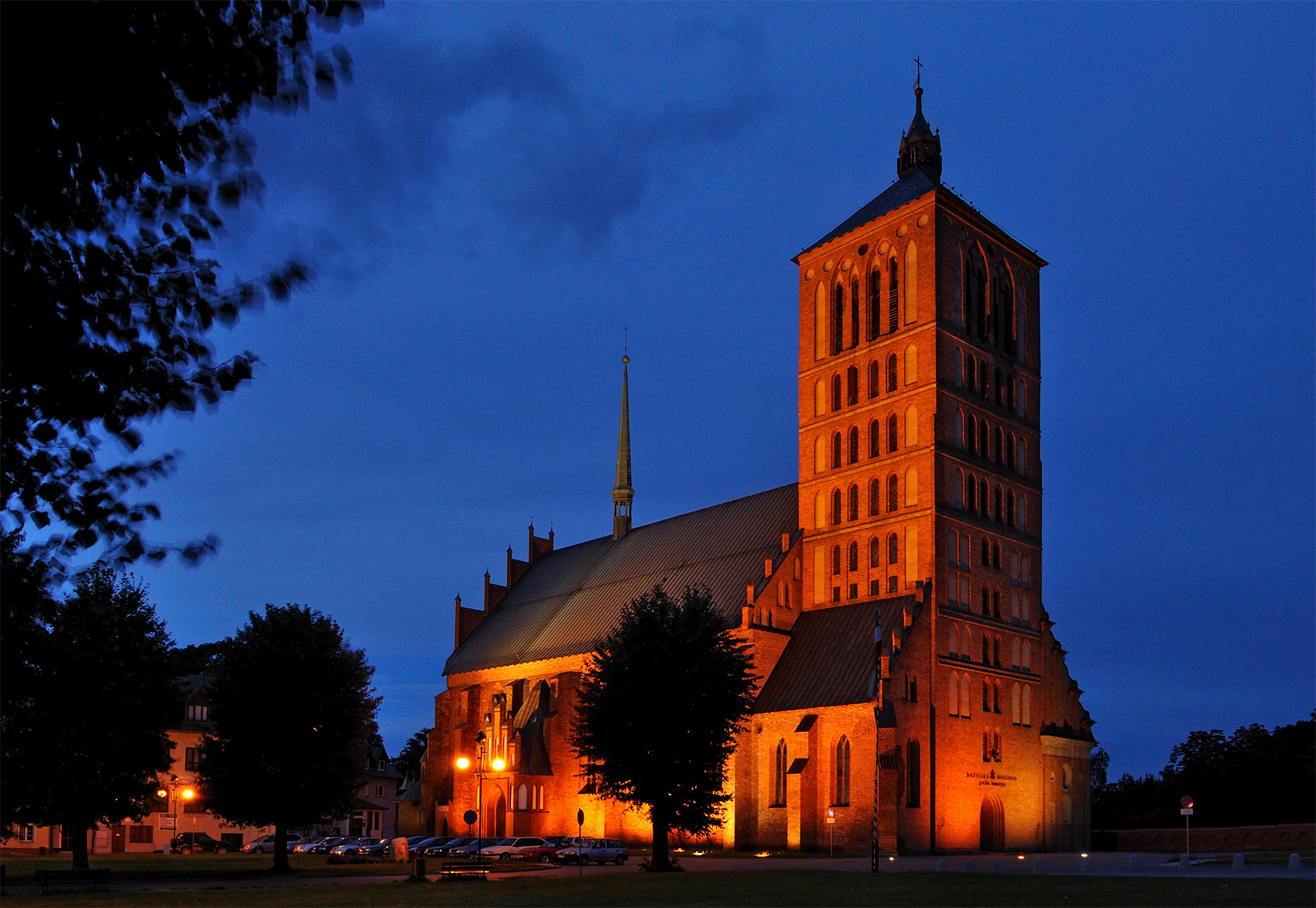
Bazylika św. Katarzyny w Braniewie – widok nocą
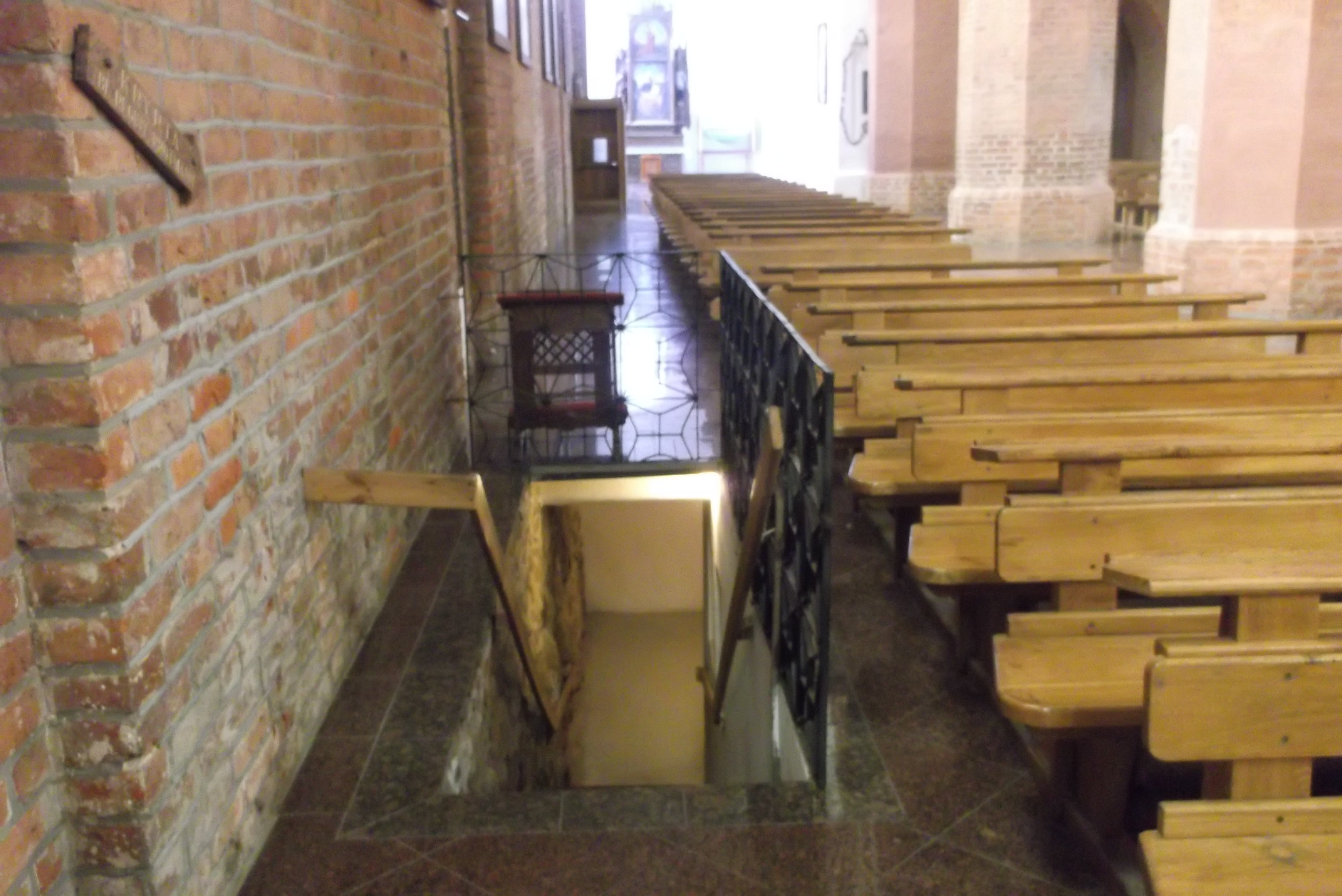
Zejście do krypty bł. Reginy Protmann znajdujące się w bazylice w Braniewie
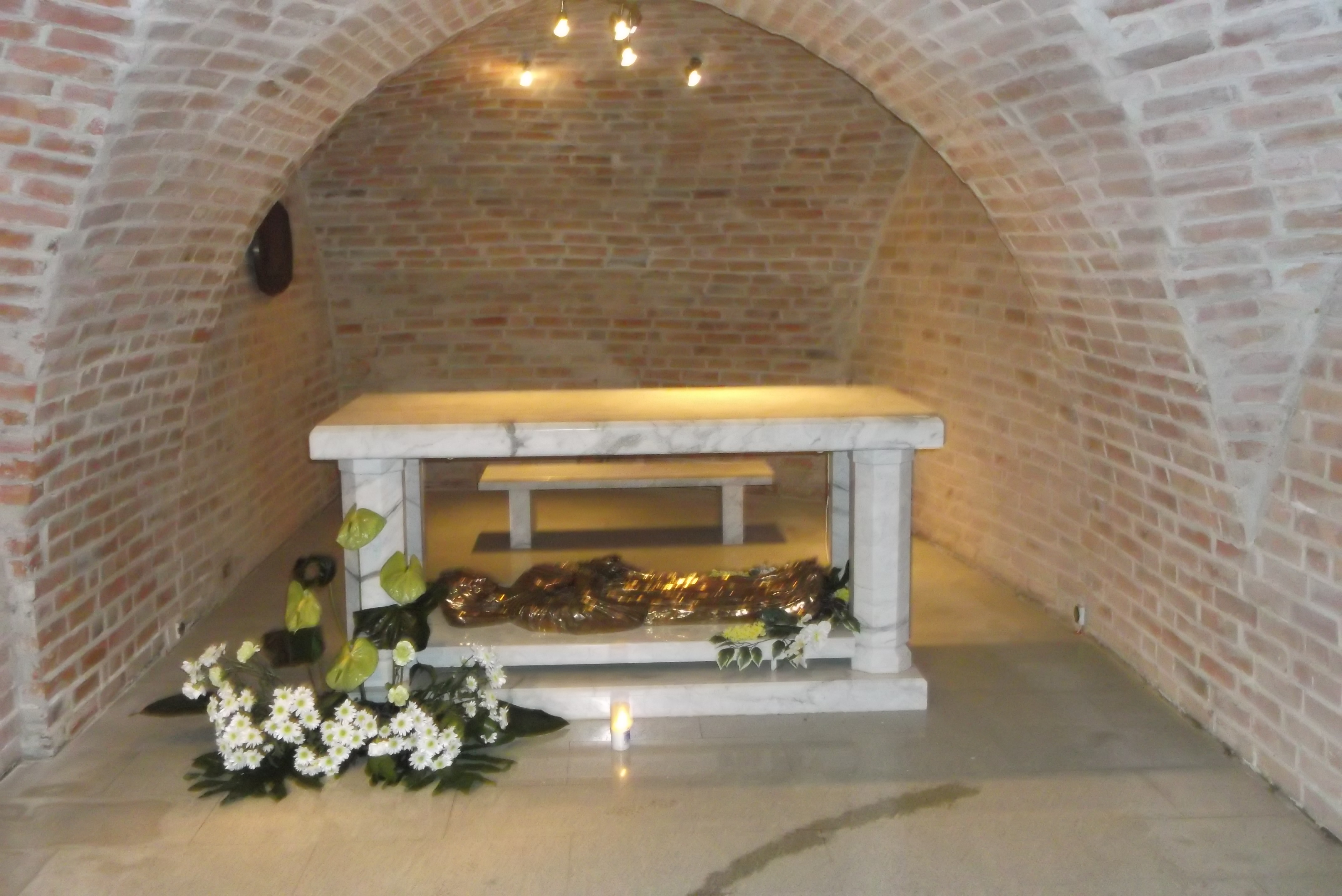
Krypta bł. Reginy w podziemiach bazyliki, ołtarz
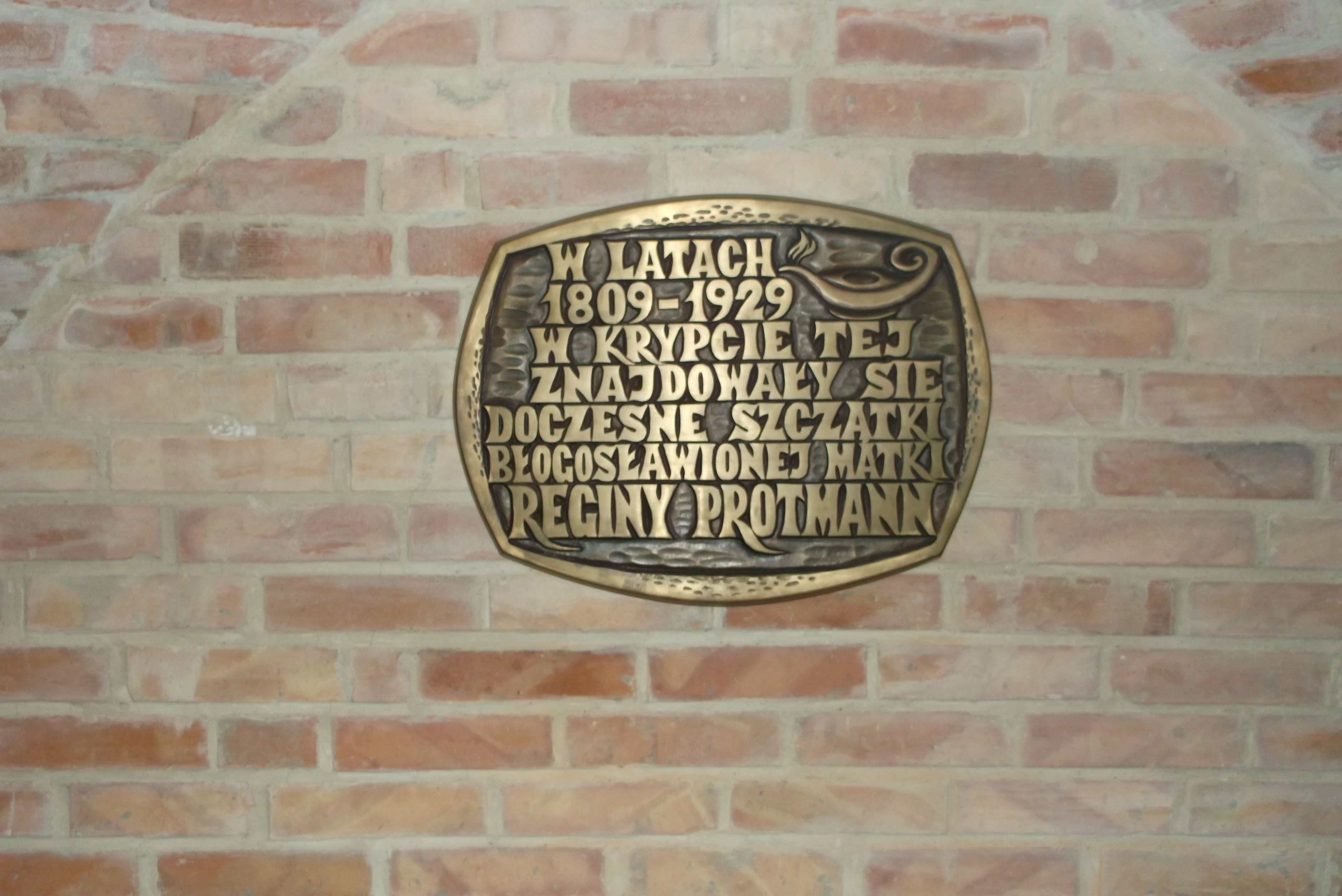
Tablica informująca o miejscu spoczynku w bazylice bł. Reginy